# Jozef Kostka

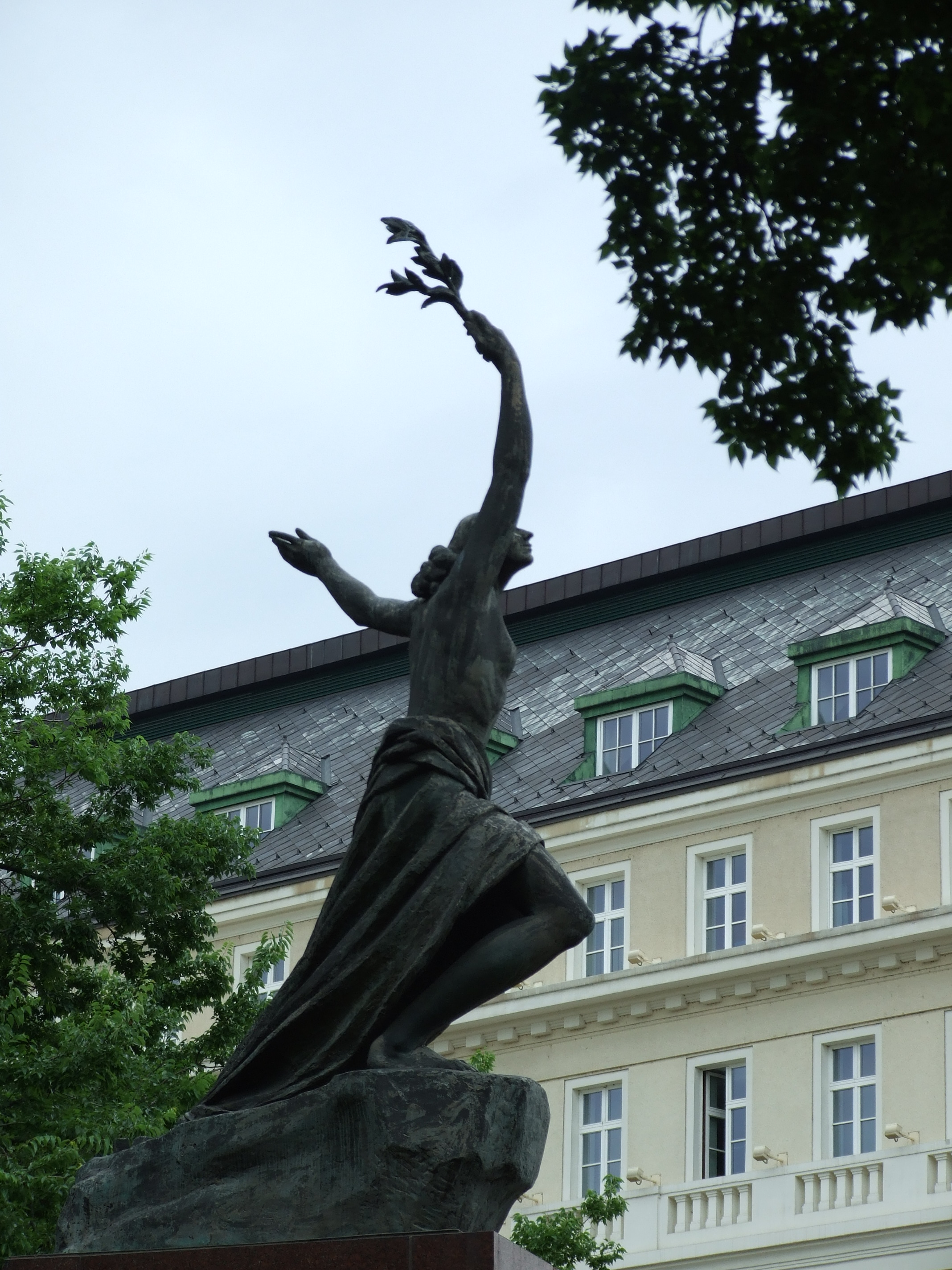
Bratislava, Monumento alla liberazione (1946)

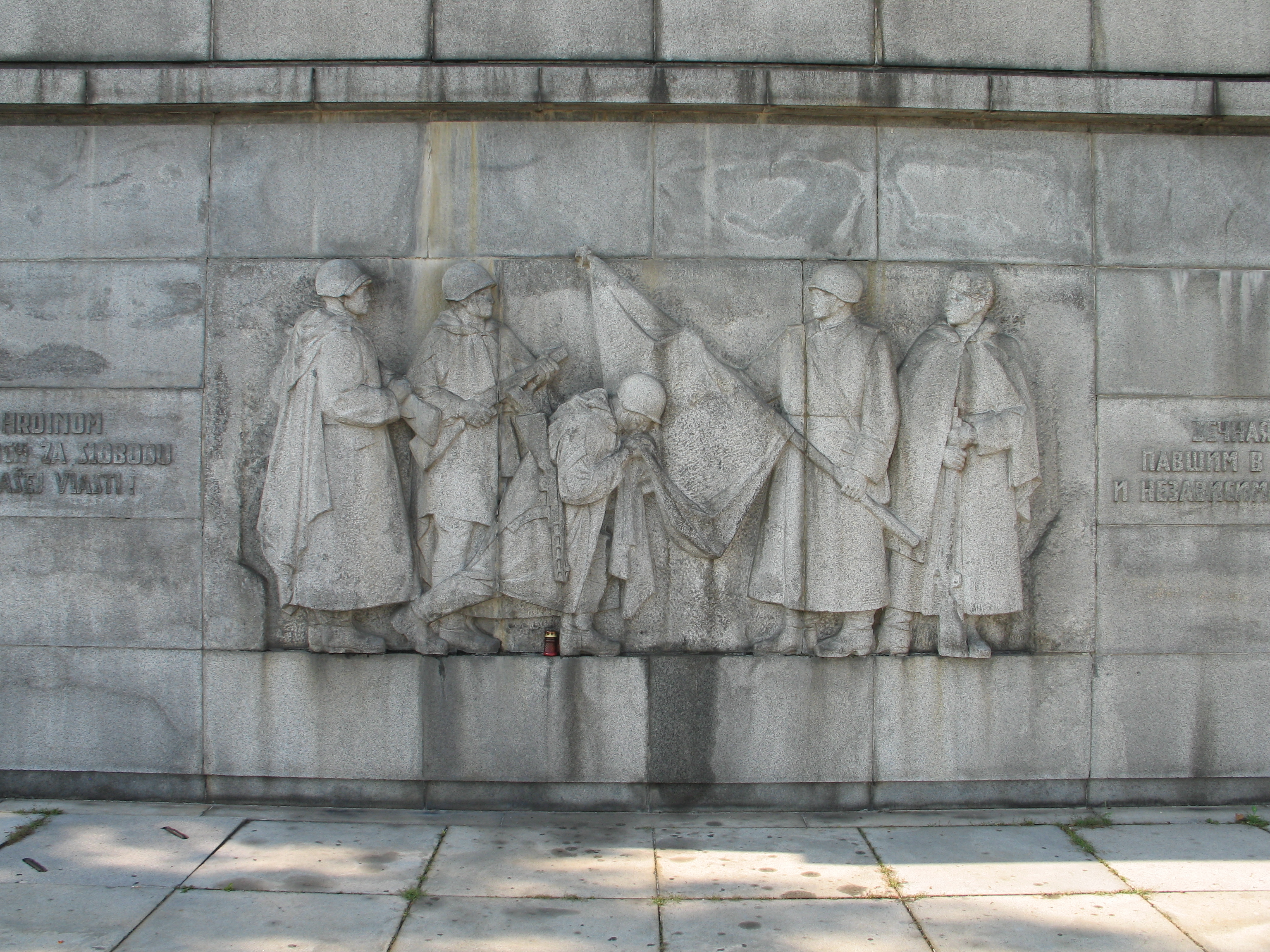
Bratislava, Rilievo allo Slavín

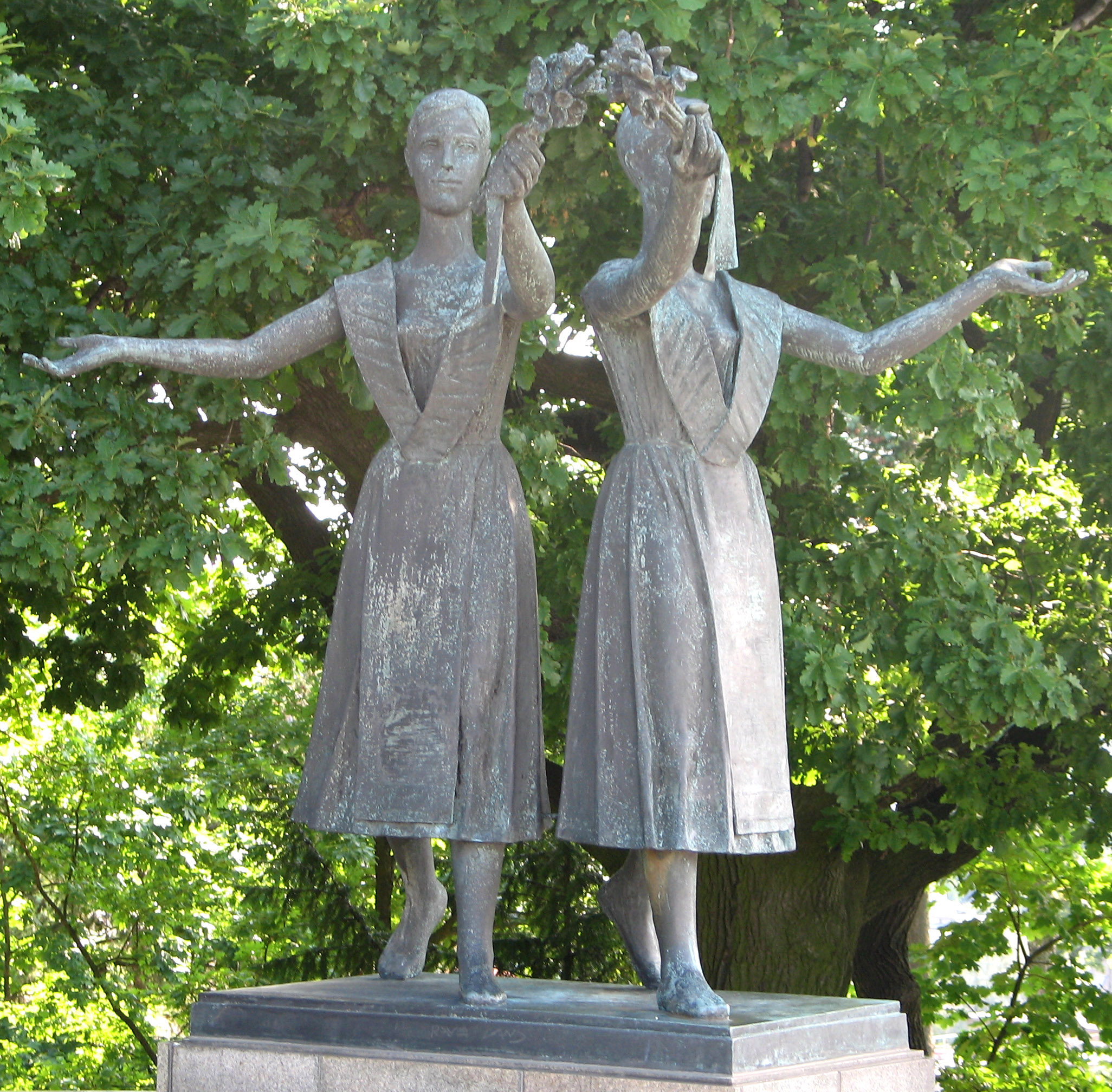
Bratislava, Statue delle Grazie allo Slavín

Jozef Kostka (Stupava, 29 gennaio 1912 – Bratislava, 30 settembre 1996) è stato uno scultore slovacco.

## Biografia
Imparò il mestiere di ceramista da suo zio Ferdiš Kostka.
Dal 1932 al 1937 frequentò l'Alta scuola artistico-industriale di Praga. Dal 1938 al 1939 studiò all'École des Beaux-Arts di Parigi.
Dal 1940 al 1949 insegnò modellazione all'Alta scuola tecnica slovacca. Questo istituto era l'antesignano dell'Alta scuola di arti figurative, di cui nel 1949 Jozef Kostka fu uno degli iniziatori. Insieme con Rudolf Pribiš formò una generazione di scultori slovacchi: Jozef Jankovič, Juraj Meliš, Marián Huba, Peter Roller, Jozef Brezany. Nel suo laboratorio lavorò per due anni come assistente lo scultore Justín Hrčka. Dovette abbandonare la scuola per la pressione della normalizzazione.

### Opera
La produzione di Kostka è in maggior parte figurativa, affronta i principi della figurazione come erano stati formulati da Auguste Rodin. Ma soprattutto negli anni 1960, tendeva anche a forme archetipiche di astrazione seguendo l'eredità di Constantin Brâncuși. In questo suo periodo, Kostka mostrò pienamente il suo senso della materia e l'approccio sentimentale o persino lirico del processo di creazione della scultura.
Fu creatore di molti monumenti, per esempio il Monumento alla liberazione a Bratislava (1946 - 1949). Il monumento all'Insurrezione nazionale slovacca a Partizánske (1946–1950) è uno dei migliori monumenti con questo soggetto. Nel 1957 partecipò alla Biennale Internazionale di San Paolo. All'Esposizione universale di Bruxelles del 1958 gli fu assegnata una medaglia d'argento per il rilievo "Sulla riva del fiume", nello stesso anno partecipò alla Biennale di Venezia.
Fu anche autore delle statue delle Grazie allo Slavín di Bratislava (1963) e della scultura "Primavera slovacca", nonché di un monumento a Ľudovít Štúr a Modra (1964). Fra il 1966 e il 1968 intraprese viaggi di studio in Inghilterra, in Francia e in Italia. Fu uno dei vincitori del premio Cyprián Majerník nel 1963 e lo Stato gli conferì il titolo di Artista nazionale nel 1967.
Nonostante il periodo difficile in cui visse, riuscì a mantenere la sua personale credibilità morale.